# Josef Liljeblad
Josef Fredrik Liljeblad, född 5 mars 1872 i Norrköping, död 9 oktober 1942 i Uppsala, var en svensk skolledare.
Josef Liljeblad var son till kassören Nils Fredrik Liljeblad. Han avlade mogenhetsexamen i Norrköping 1891 och fortsatte därefter sina studier vid Uppsala universitet, där han blev filosofie kandidat 1893, filosofie licentiat 1898 och filosofie doktor 1900 på en avhandling i grekisk filologi. Efter tjänstgöring som extra lärare i Norrköping och vikarierande lektor i Nyköping var han 1902–1920 rektor vid Uppsala enskilda läroverk och privatgymnasium samt lärare där i klassiska språk. Han utnämndes 1919 till lektor i latin och grekiska i Kalmar och 1927 till motsvarande befattning vid Högre latinläroverket i Göteborg med tjänstgjorde 1926–1937 som rektor vid Högre allmänna läroverket i Linköping. 1908–1920 var Liljeblad ordförande i Uppsala pedagogiska sällskap, vice ordförande och skattmästare i styrelsen för Enskilda läroverkens förbund samt redaktör för Enskilda läroverkens årsböcker. Han var dessutom förordnad att leda den fransk-svenska kursen i Caen 1921-1922 och i Grenoble 1922–1923. Han var 1924–1926 inspektor för Elementarskolan för flickor i Kalmar samt 1930–1937 ledamot av Linköpings folkskolestyrelse. Liljeblad var en framstående kännare av de klassiska språken. Bland hans vetenskapliga arbeten märks De assimilatione syntactica apud Thueydidem quæstiones (doktorsavhandling), Bidrag till kännedomen om den medeltida grammatikundervisningen (1901), En ny metod för studiet av grekiska (1908) samt Var gick Hannibal över Alperna? (1926), varutöver han utgav en mycket använd Latinsk läsebok för nybörjare (1906, sista upplagan 1933).